# Mönsterduk
Mönsterduk är en typ av märkduk där övningarna var geometriska former eller lagningar t.ex. i form av konststoppning.